# 渋谷はるか
渋谷 はるか（しぶや はるか、1982年1月7日 - ）は、日本の女優、声優。文学座所属。身長157 cm。体重46 kg。神奈川県出身。
2002年に初舞台。2004年に文学座研究所に入所、2009年に座員となる。甲斐田裕子は高校の先輩。

## 出演
太字はメインキャラクター。

### 舞台
2002年
- ルーシー26

2007年
- 罪と罰
- 若草物語

2008年
- ダウト 疑いをめぐる寓話
- トムは真夜中の庭で
- 長崎ぶらぶら節

2009年
- 崩れたバランス
- Texture Regained〜記憶の肌理〜
- 都民

2010年
- 女の一生
- カシオペア
- カラムとセフィーの物語

2011年
- 思い出のブライトン・ビーチ
- カラスの国

2015年
- 烈々と燃え散りしあの花かんざしよ（温泉ドラゴン）

2017年
- 斜交～昭和40年のクロスロード

2021年
- 『葵上』『弱法師』-「近代能楽集」より-※弱法師にのみ出演

### テレビアニメ
- ルパン三世 血の刻印 〜永遠のMermaid〜（2011年、麻紀[5]）
- いぬやしき（2017年、中尾）
- 啄木鳥探偵處（2020年、横山季久[6]）

### 劇場アニメ
- 崖の上のポニョ（2008年、スタジオジブリ）
- 風立ちぬ（2013年、スタジオジブリ） 絹役[7]

### Webアニメ
- HERO MASK（2018年、モニカ・キャンベル[8]）

### ゲーム
- League_of_Legends（時期不明、カリスタ、リサンドラ[9]）
- The Last of Us Part II（2020年、メル）
- グランブルーファンタジー（2021年、ムーアン）
- タクティクスオウガ リボーン（2022年）

### 吹き替え

#### 担当俳優
クレア・フォイ
- アンセイン 〜狂気の真実〜（ソーヤー・ヴァレンティーニ）
- ウーマン・トーキング 私たちの選択（サロメ）
- ザ・クラウン（エリザベス2世）

フェリシティ・ジョーンズ
- 愛しい人から最後の手紙（エリー・ヘイワース）
- ミッドナイト・スカイ（アイリス・“サリー”・サリヴァン）
- ローグ・ワン/スター・ウォーズ・ストーリー（ジン・アーソ）

#### 映画
- アバウト・タイム〜愛おしい時間について〜（メアリー〈レイチェル・マクアダムス〉）
- アメリカン・スナイパー（タヤ・カイル〈シエナ・ミラー〉）
- エージェント:ライアン（キャシー・ミュラー〈キーラ・ナイトレイ〉）
- オールドピープル
- gifted/ギフテッド（ボニー・スティーヴンソン〈ジェニー・スレイト〉）
- ザ・ウォーク（アニー〈シャルロット・ルボン〉）
- ザ・ベイ（ドナ〈ケッテル・ドナヒュー〉）
- 幸せの教室（タリア〈ググ・バサ＝ロー〉）
- スケーターガール（シャンティ〈スワティ・ダース〉）
- 素晴らしきかな、人生（エイミー〈キーラ・ナイトレイ〉）
- Smile スマイル（ローズ・コッター〈ソシー・ベーコン〉）
- 千年医師物語〜ペルシアの彼方へ〜（レベッカ〈エマ・リグビー〉）
- ソフィア・ローレン 母の愛
- ゾンビ・サファリパーク（メラニー〈ジェシカ・デ・ゴウ〉）
- DCエクステンディッド・ユニバース（ジェニー〈レベッカ・ブラー〉）
  - マン・オブ・スティール
  - バットマン vs スーパーマン ジャスティスの誕生
- バビロン（レディ・フェイ・ジュー〈リー・ジュン・リー〉[10]）
- バルフィ! 人生に唄えば（ジルミル〈プリヤンカー・チョープラー〉）
- ピーターラビット（ビア〈ローズ・バーン〉[11]）
  - ピーターラビット2/バーナバスの誘惑[12]
- 美女と野獣（ベル〈レア・セドゥ〉[13]）
- ビッグママ・ハウス3（ビバリー・タウンゼント〈シェリー・シェパード〉）
- ヒットマン:エージェント47（カティア〈ハンナ・ウェア〉）
- ファンタスティック・ビーストシリーズ（ミネルバ・マクゴナガル〈フィオナ・グラスコット〉）
  - ファンタスティック・ビーストと黒い魔法使いの誕生[14]
  - ファンタスティック・ビーストとダンブルドアの秘密[15]
- ブライズメイズ 史上最悪のウェディングプラン（ベッカ〈エリー・ケンパー〉）
- ブラッド・アンド・ゴールド ～黄金の血戦場～（エルザ〈マリー・ハッケ〉）
- 冒険者たち（レティシア・ヴァイス〈ジョアンナ・シムカス〉[16]）※スターチャンネル版
- マーウェン（ニコル〈レスリー・マン〉）
- マダム・マロリーと魔法のスパイス（マルグリット〈シャルロット・ルボン〉）
- マリグナント 狂暴な悪夢（マディソン〈アナベル・ウォーリス〉[17]）
- ラスト・キングダム: 死すべき7人の王
- やさしい本泥棒（リーゼル・メミンガー〈ソフィー・ネリッセ〉）
- ロンゲスト・ライド（ソフィア・ダンコ〈ブリット・ロバートソン〉）
- ワイルドカード（ホリー〈ドミニク・ガルシア＝ロリド〉）

#### ドラマ
- iCarly
- アストリッドとラファエル 文書係の事件録（30歳時のマチルド・ニールセン〈ベネディクト・ギルベール〉）
- アフェア 情事の行方（アリソン・ロックハート〈ルース・ウィルソン〉）
- アメリカン・ゴシック 〜偽りの一族〜
- ER緊急救命室 シーズン14・15（ラバーン・セント・ジョン〈ブレシャ・ウェッブ〉）
- イ・サン（ウォンビン〈チ・ソンウォン〉）
- エージェント・オブ・シールド（スカイ / デイジー・ジョンソン〈クロエ・ベネット〉）
- NCIS: ニューオーリンズ シーズン4（シドニー・ハリデイ）
- NCIS 〜ネイビー犯罪捜査班
- エマ 〜恋するキューピッド〜（エマ・ウッドハウス〈ロモーラ・ガライ〉）
- エレメンタリー3 ホームズ&ワトソン in NY #22（ショーナ・スコット〈アフトン・ウィリアムソン〉）
- 王女の男
- ギルト 〜罪深き闇〜 （グレース〈デイジー・ヘッド〉）
- ギルモア・ガールズ
- クリミナル・マインド FBI行動分析課
  - シーズン5 #20（レベッカ・ダニエルズ〈ホーランド・ローデン〉）
  - シーズン8 #12（ダイアン・ターナー / ダイアン・ハンティントン〈ミシェル・トラクテンバーグ〉）
- クリミナル・マインド 特命捜査班レッドセル（クリスティ・アン）
- クリミナル・マインド 国際捜査班 シーズン1 #11（ナタリー・ノックス〈アンビル・チルダーズ〉）
- GCHQ:英国サイバー諜報局（サーラ・パーヴィン〈ハナー・ハリーク＝ブラウン〉[18]）
- シグナル/時空を超えた捜査線（メーガン・ウーマック〈ベス・ラッケ／ブリット・マッキリップ〉）
- 情熱のシーラ（シーラ・キローガ〈アドリアーナ・ウガルテ〉）
- セルフリッジ 英国百貨店（アグネス・タウラー〈アシュリング・ロフタス〉[19]）
- 戦争と平和（マリヤ・ボルコンスカヤ〈ジェシー・バックリー〉）
- ダークエイジ・ロマン 大聖堂（モード〈アリソン・ピル〉）
- 太陽を抱く月（ユン・ポギョン〈キム・ソヒョン〉）
- 地球ドラマチック
- チャームド〜魔女3姉妹〜
- DOC あすへのカルテ 第8話（マティルデ〈マルゲリータ・マンニーノ〉）
- ナース・ジャッキー3
- ニュー・アムステルダム 医師たちのカルテ（ローレン・ブルーム〈ジャネット・モンゴメリー〉）
- 脳外科医モンロー（サラ・ホイットニー〈クリスティーナ・チョン〉）
- パトリック・メルローズ（メアリー・メルローズ〈アンナ・マデリー〉[20]）
- パルス（ダニエル・ダニー・シムズ〈ウィラ・フィッツジェラルド〉）[21]
- HAWAII FIVE-0 シーズン2 #16（アマンダ〈サラ・ハーベル〉）
- 不滅の恋人（ナギョム〈リュ・ヒョヨン〉[22]）
- THE BLACKLIST/ブラックリスト（リリアン・ロス / ジェニファー・レディントン）
- HOMELAND シーズン4
- ホテル・バビロン（ナターシャ）
- ホワイトカラー シーズン6 #3（エイミー・ハリス〈ローラ・ラムジー〉）
- マインドフルに殺して(カタリーナ・ディーメル<エミリー・コックス>)
- マインドハンター シーズン2（ケイ・マンズ〈ローレン・グレイジア〉）
- ミス・マープル4 なぜ、エヴァンズに頼まなかったのか?（ドロシー・サベッジ）
- ミディアム 霊能者アリソン・デュボア（キャロライン・クルーガー）
- ミルドレッド・ピアース 幸せの代償（少女時代のヴィーダ・ピアース〈モーガン・ターナー〉）
- 名探偵モンク
- 野王〜愛と欲望の果て〜（チュ・ダヘ〈スエ〉）
- レジデント 型破りな天才研修医（ニコレット・“ニック”・ネヴィン〈エミリー・ヴァンキャンプ〉[23]）
- ロード・オブ・ザ・リング: 力の指輪（ブロンウィン〈ナザニン・ボニアディ〉）
- ロマノフ家の末裔 〜それぞれの人生〜 第2話「空しい望み」（シェリー・ロマノフ〈ケリー・ビシェ〉）
- セヴェランス（ヘリー・リッグス〈ブリット・ロウアー〉）

#### アニメ
- スヌーピーと幸せのブランケット（2011年）ヴァイオレット 役
- ハッピー フィート2 踊るペンギンレスキュー隊（2011年）ノーマ・ジーン 役
- ミュータント タートルズ（2013年版）（2014年）カライ 役
- スター・ウォーズ/フォース・オブ・デスティニー（2017年）ジン・アーソ 役
- マーベル ライジングシリーズ（2019年）デイジー・ジョンソン 役
- ホワット・イフ...?（2021年）ホープ・ヴァン・ダイン / ワスプ 役

### ラジオドラマ
- 青春アドベンチャー（NHK-FM）
  - タイムスリップ 大阪の陣（2011年1月10日 - 21日）千姫
  - フランケンシュタイン（2011年2月21日 - 3月4日）ジュスティーヌ
  - レディ・パイレーツ（2012年1月9日 - 2月3日）主役・ナンシー
  - ヘウレーカ（2013年4月29日 - 5月3日） クラウディア
  - ハプスブルクの宝剣（2020年3月9日 - 4月3日）[24]
- 特集オーディオドラマ（NHK-FM）
  - 雪姫　遠野おしらさま迷宮（2011年1月3日）主役・宮乃雪姫
  - 交響詩　ジーンとともに ～たった一羽の渡り鳥～（2014年1月2日）
- FMシアター（NHK-FM）
  - 静かな大地（2011年10月15日・22日） エカリアン
  - 天空の道標（2013年7月6日） 久子
  - 紅いハンカチ（2013年8月3日） 佐野浪子
  - 防砂林（2014年6月28日） 彩子
  - ひかりの子たち（2020年7月4日）

### ナレーション
- BS世界のドキュメンタリー「ハンス・ジマー 映画音楽の革命児」（2023年3月9日、NHK BS1）

### テレビ番組
- 地球ドラマチック（声の出演）
  - 「オーロラの神秘〜人々を魅了する輝き〜」
  - 「UFO出現!?そのとき何が?〜三角形の飛行物体の謎〜」
  - 「玉の衣をまとった王〜古代中国の栄枯盛衰〜」
- モーガン・フリーマン 時空を超えて（声の出演）